# وزیر انرژی ایالات متحده آمریکا
وزیر انرژی ایالات متحده آمریکا (انگلیسی: United States Secretary of Energy) از اعضای کابینه ایالات متحده آمریکا است، که وظیفه ارائه مشاوره به رئیس‌جمهور ایالات متحده آمریکا در حوزه انرژی، تنظیم مقررات انرژی، آموزش و توسعه انرژی، همچنین مدیریت و هدایت وزارت انرژی ایالات متحده آمریکا را برعهده دارد. وزیر کنونی انرژی ایالات متحده آمریکا، کریس رایت می‌باشد.